# Viacom
Viacom Inc. (NYSE VIA) (NYSE VIAb), o simplement Viacom, fou un conglomerat de mitjans de comunicació estatunidencs d'interessos mundials per cable i satèl·lit (MTV Networks i BET) i la producció de pel·lícules (Paramount Pictures i DreamWorks).
Philippe Dauman fou el cap major (va ser nomenat el 6 de setembre de 2006 després de la renúncia de Tom Freston), mentre Sumner Redstone fou el president i major accionista de Viacom. També fou amo de Nickelodeon i Neopets.
El segon Viacom fou "nou", ja que va ser separat de l'antic, que va formar una empresa paral·lela anomenada CBS Corporation. L'antic Viacom era més petit i tenia programes de ràdio entre d'altres, que després van ser propietat de CBS Corporation. No obstant això, CBS i Viacom tenien el mateix amo i major accionista manejant-los.
La segona fusió entre Viacom i CBS Corporation, creant l'empresa combinada ViacomCBS, es va anunciar el 13 d'agost de 2019; la fusió es va completar el 4 de desembre de 2019.

## Governació Corporativa
Els anteriors directors de Viacom van ser: George Abrams, Vicent Erazo, David Andelman, Joseph Califano, Jr., William Cohen, Philippe Dauman, Alan Greenberg, Charles Philipps, Shari Redstone, Sumner Redstone, Frederic Salern, William Schwart i Robert D. Walter.
Després que Viacom i CBS se separaren els directors van ser: George Abrams, Philippe Daunman, Thomas I. Dooley, Tom Freston, Ellen V. Futter, Robert Kraft, Alan Greenberg, Charles Philipps, Sumner Redstone, Shari Redstone, Frederic Salern i William Schwart.
El 5 de setembre de 2006, Tom Freston va renunciar de la companyia, sent reemplaçat per Philippe P. Daunman.

## Divisions
Principals divisions subsidiàries de Viacom.

### Producció i distribució de pel·lícules
- Paramount Pictures
- DreamWorks
- Republic Pictures
- MTV Films
- Nickelodeon Movies
- Go Fish Pictures

### Senyals de televisió
- MTV Networks (inclou: MTV, Nickelodeon, Comedy Central, VH1, Spike TV, entre d'altres).
- BET.
- Comedy Central.

### Producció i distribució de sèries televisives
- DreamWorks Television

### Empreses de videojocs
- Xfire.
- Harmonix.